# Châtelaillon-Plage
Châtelaillon-Plage – miejscowość i gmina we Francji, w regionie Nowa Akwitania, w departamencie Charente-Maritime.

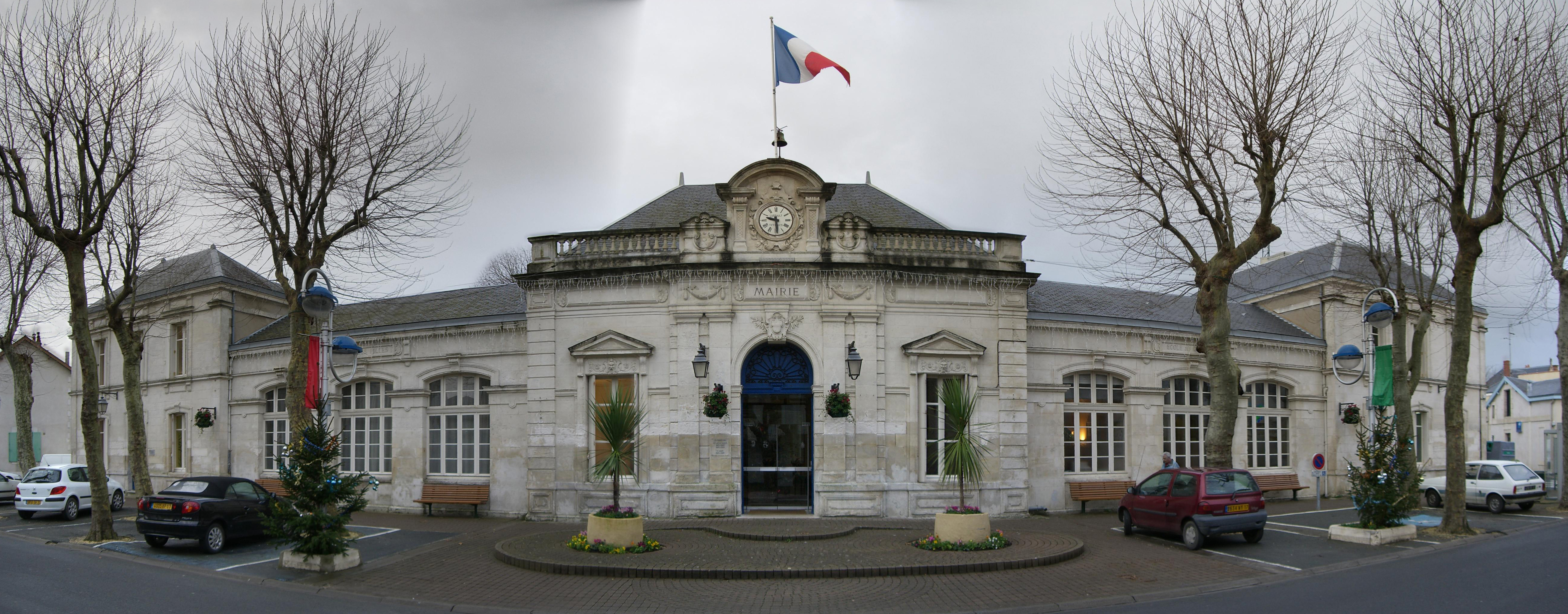
Siedziba mera

Według danych na rok 2013 gminę zamieszkiwały 5927 osoby, a gęstość zaludnienia wynosiła 899 osób/km² (wśród 1467 gmin regionu Poitou-Charentes Châtelaillon-Plage plasuje się na 32. miejscu pod względem liczby ludności, natomiast pod względem powierzchni na miejscu 1005.).
W mieście znajduje się stacja kolejowa Gare de Châtelaillon-Plage.

## Miasta i gminy partnerskie
| Miasto       | Państwo | Początek współpracy         |
| ------------ | ------- | --------------------------- |
| Skierniewice | Polska  | 1990 (1994 – Akt Zbratania) |